# تويوكي هاسيغاوا
تويوكي هاسيغاوا (باليابانية: 長谷川 豊喜) (مواليد 18 أبريل 1986)، هو لاعب كرة قدم ياباني سابق كان يلعب كلاعب وسط.

## وصلات خارجية
- تويوكي هاسيغاوا على موقع رابطة كرة القدم اليابانية للمحترفين (اليابانية)